# Jens Stockholm
Jens Stockholm (født 15. marts 1771 i Horsens, død 21. februar 1833) var en dansk præst. Han var far til Jens Ring Stockholm.
Jens Stockholm blev student fra fødebyens skole i 1790 og tog teologisk embedseksamen i 1793, hvorefter han fik Borchs Kollegium. I 1798 blev han sognepræst for Dollerup, Finderup og Ravnstrup, hvorfra han i 1801 blev forflyttet til Vammen, Lindum og Bigum, begge embeder faldt under Viborg Stift. Stockholm blev i 1812 amtsprovst for Nørlyng og 4 andre herreder. Han blev i 1827 sognepræst for Vor Frue Kirke i Aalborg og Nørre Tranders, samt stiftsprovst i Aalborg. I 1829 blev han sognepræst ved Budolphi Kirke i samme by. Stockholm blev fungerende biskop i Aalborg Stift efter at biskoppen Rasmus Jansens død. 
Stockholm var ikke ukontroversiel. Han havde i Dollerup været præst for Ove Høegh-Guldberg, da denne boede på Hald, og den forhenværende statsmand var bleven den unge præst "en Støtte for hans Aabenbaringstro", der lod Bibelen gælde i hele sin myndighed. Som provst var han ivrig og dygtig, men også heftig og hensynsløs. Han blev kaldt en hierark; i Aalborg blev der klaget der over hans ultraroyalisme og -ortodoksi, og i Viborg over hans moralske rigorisme. Han har oversat Georg Friedrich Seilers "Religionen efter Fornuft og Bibel i deres Overensstemmelse" (1800) og skrev "Løsagtighed er ingen Synd, denne Mening bestredet" (1818). Han var imod skilsmisse og var fortaler for at afskaffe bevillingerne til det. Han skrev om "Selvmorderens Forbrydelse beskuet i Kristendommens Lys" i 1831. I 1832 skrev han i Jens Møllers "Nyt theologisk Bibliothek" XX mod Grundtvigs teori om den apostolske trosbekendelse. Møller siger om Stockholm i hans biografi, at "af de 2 Egenskaber, man maa ønske enhver Skribent, Begejstring og Besindighed, besad han kun den første".